# Gento (figlio di Genserico)
Gento (in vandalo: Gento, in latino: Genzo; circa 430 – Cartagine, 25 gennaio 477), è stato il terzo figlio più giovane del Re vandalo, Genserico.

## Biografia
Le fonti non parlano molto di lui. Ebbe almeno quattro figli: Gutemondo, Trasamondo, Geilaris e Godagiso. Appartiene alla dinastia dei re Vandali, Asdingi. Gento è stato un comandante navale sotto l'ordine di suo padre. Nel 468 riuscì ad attaccare la flotta bizantina e affondò la nave nemica. Morì insieme a suo padre, in battaglia, il 25 gennaio 477.